# RAF Chedburgh
RAF Chedburgh – była baza lotnicza RAF zlokalizowana koło miejscowości Bury St Edmunds w hr. Suffolk. Wybudowana w 1942, używana przez dywizjony brytyjskie Bomber Command. Od września 1945 była miejscem postoju dywizjonów 301 i 304 do czasu ich rozformowania 18 grudnia 1946  . Bazę zamknięto w 1947. Obecnie jest to The Bury Road Business Park.

## Zobacz
- Bazy RAF używane przez PSP